# مستعر أعظم 1885A
المستعر الأعظم 1885 إيه أو مستعر أعظم المرأة المسلسلة (بالإنجليزية: S Andromedae)‏ هو مستعر أعظم في مجرة المرأة المسلسلة، والوحيد الذي رصد خارج مجرة درب التبانة.
اكتشفه الفلكي الأيرلندي الهاوي إسحاق وارد في 19 أغسطس 1885, في بلفاست، وفي اليوم التالي اكتشفه إرنست هارتفيغ بصورة مستقلة في مرصد تارتو في إستونيا. بلغ قدره الظاهري 6, لكنه خفت إلى القدر الظاهري 16 بحلول 1 فبراير 1886.
وصف النجم بأنه يميل إلى اللون الأحمر ويزول سطوعه بسرعة كبيرة، وهي صفات المستعرات العظمى من النوع Ia. ولكن للأسف لا توجد بيانات متاحة للتحليل الطيفي له.
موقع المستعر الأعظم على بعد 16" من نواة المجرة، مما جعل اكتشاف بقايا هذا المستعر الأعظم أمر صعبًا رغم المحاولات المتعددة التي باءت بالفشل. وأخيرًا، في عام 1988، استطاع الفلكي فيسين وآخرون باستخدام مقراب نيكولاس مايال في كيت بيك اكتشاف بقايا هذا الانفجار الغنية بالحديد. كما أجريت عمليات رصد أخرى لهذه البقايا بواسطة مرصد هابل الفضائي في عام 1995.

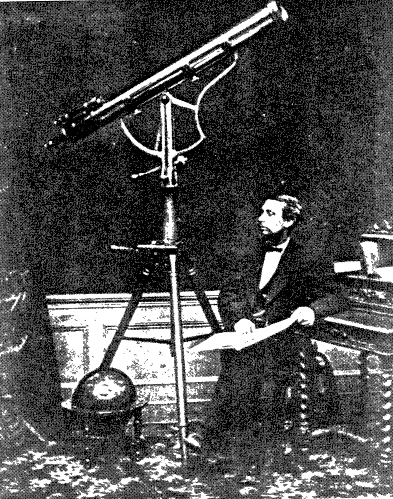
إسحاق وارد

## وصلات خارجية
- "S Andromedae: Supernova 1885 in M31". Students for the Exploration and Developments of Space. مؤرشف من الأصل في 2011-08-05. اطلع عليه بتاريخ 2005-08-12.
- "Supernova 1885A - S Andromedae". مؤرشف من [%68%74%74%70://casa.colorado.edu/~mcl/sand.html الأصل] في 2001-02-19. اطلع عليه بتاريخ 2005-08-12. {{استشهاد ويب}}: تحقق من قيمة |مسار= (مساعدة)